# Cinto Caomaggiore
Cinto Caomaggiore – miejscowość i gmina we Włoszech, w regionie Wenecja Euganejska, w prowincji Wenecja.
Według danych na rok 2004 gminę zamieszkiwało 3168 osób, 150,9 os./km².